# Park miniatur památek Dolního Slezska

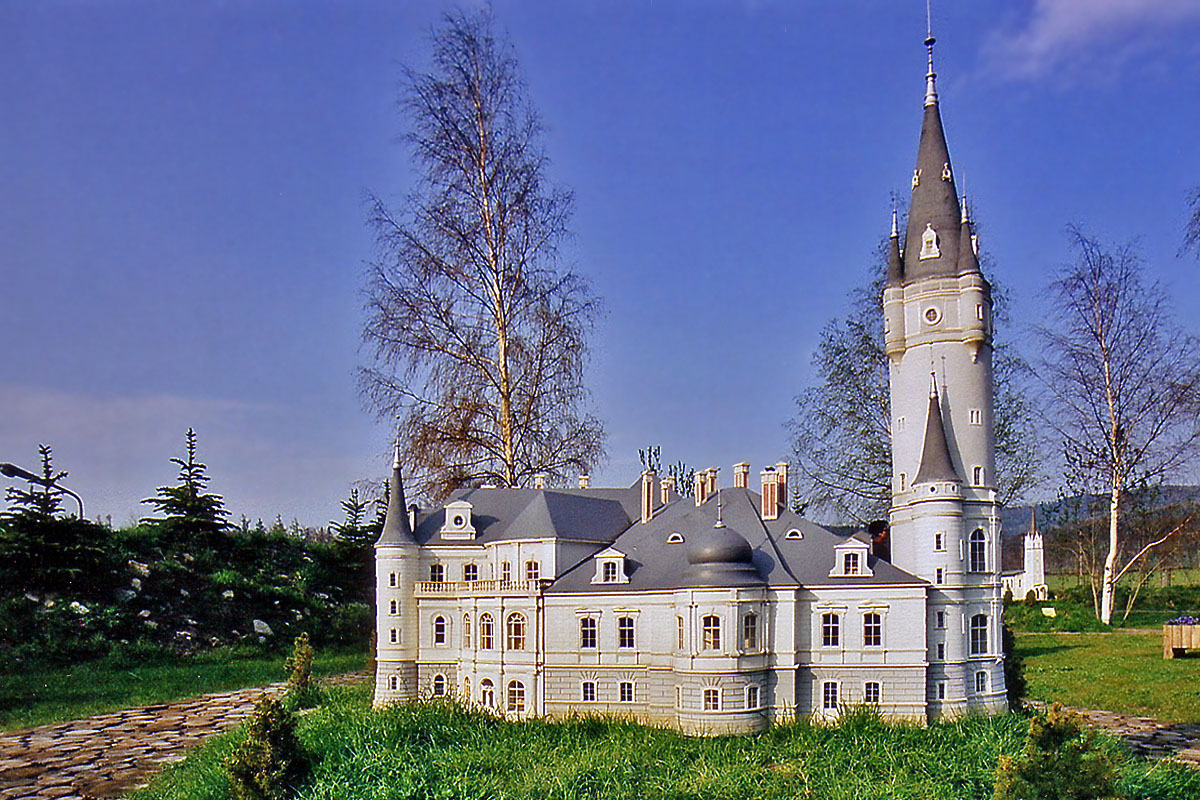
Model paláce v Bożkowie.

Park miniatur památek Dolního Slezska (Park Miniatur Zabytków Dolnego Śląska) v Kowarach v Dolním Slezsku obsahuje zmenšené modely hradů, zámků, rezidenci, kostelů a dalších budov regionu. Byl otevřen 14. srpna 2003 a obsahuje asi 300 modelů budov.

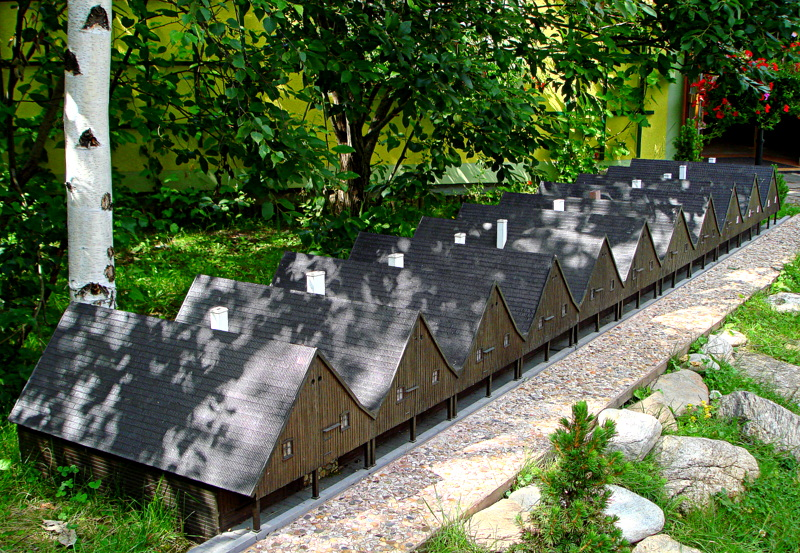
Chełmsko Śląskie, dřevěné tkalcovské domy, "Dvanáct apoštolů